# مارك دوغلاس
مارك دوغلاس (20 أكتوبر 1968 في نيوزيلندا - ) (بالإنجليزية: Mark Douglas)‏ هو لاعب كريكت نيوزلندي. شارك مع منتخب نيوزيلندا الوطني للكريكت. أما مع النوادي، فقد لعب مع Central Districts cricket team ‏ وWellington cricket team ‏.

## وصلات خارجية
- مارك دوغلاس على موقع إي آس بي آن كريك إنفو (الإنجليزية)